# 390

## Esdeveniments
- 27 de febrer - Imperi Romà: Teodosi I el Gran emet un edicte proclamant que el cristianisme és l'única religió acceptable.
- 6 d'agost - Imperi Romà: Teodosi I el Gran publica un decret condemnant a la foguera l'homosexualitat.
- Tessalònica (Grècia): en resposta als avalots a la ciutat, l'emperador romà Teodosi I el Gran ordena una gran matança dels seus habitants.
- Milà (Itàlia): el bisbe de la ciutat, sant Ambròs, excomunica l'emperador Teodosi com a càstig per la repressió de Tessalònica, obligant-lo a humiliar-se durant mesos per aconseguir el perdó.
- Armènia: pel tractat de pau entre l'Imperi Romà i el sassànida, el país queda repartit entre ambdues potències.
- Malwa (Índia): els guptes de Magadha s'annexionen la regió.
- Constantinoble: Teodosi I el Gran fa portar des de Karnak, a l'Egipte, un gran obelisc que presidirà l'hipòdrom de la ciutat.
- Milà (Itàlia): es realitza un concili a la ciutat.
- Les Dionisiaques de Nonnos son la primera peça de la literatura occidental en la que se celebra la passió homosexual.[1]

## Naixements
- Hongria: Bleda, rei dels huns, juntament amb el seu germà Àtila (m. 445).
- Llemotges (Aquitània): sant Pròsper d'Aquitània, pare de l'Església (m. 460).
- Sisan (Capadòcia): sant Simeó Estilita el Vell, asceta (m. 459).

## Necrològiques
- Roma: Temisti, retòric i filòsof grec.
- Roma: Sext Aureli Víctor, historiador romà.
- Antioquia (Síria): sant Pal·ladi, asceta.